# Liste der Einträge im National Register of Historic Places im Clay County (West Virginia)
Diese Liste der Einträge im National Register of Historic Places im Clay County (West Virginia) enthält alle im Clay County, West Virginia in das National Register of Historic Places eingetragenen Gebäude, Bauwerke, Objekte, Stätten oder historischen Distrikte.
Diese Liste entspricht dem Bearbeitungsstand des National Park Service/National Register of Historic Places vom 4. Oktober 2024.

## Legende
| NRHP | Historic Place |

## Aktuelle Einträge
| [ 2 ] | Name                       | Bild                       | Eintragsdatum                 | Lage                                   | Ort  | Beschreibung |
| ----- | -------------------------- | -------------------------- | ----------------------------- | -------------------------------------- | ---- | ------------ |
| 1     | Old Clay County Courthouse | Old Clay County Courthouse | 20. Apr. 1979 ID-Nr. 79002573 | Main Street 38° 27′ 37″ N, 81° 5′ 0″ W | Clay |              |